# باب کالیک
باب کالیک (انگلیسی: Bob Kulick; ۱۶ ژانویهٔ ۱۹۵۰ – ۲۸ مهٔ ۲۰۲۰) تهیه‌کننده موسیقی و گیتارنواز اهل ایالات متحده آمریکا بود. وی بین سال‌های ۱۹۶۵ تا ۲۰۲۰ میلادی فعالیت می‌کرد.